# Cloeon longistylus
Cloeon longistylus is een haft uit de familie Baetidae. De wetenschappelijke naam van de soort is voor het eerst geldig gepubliceerd in 1969 door Demoulin.
De soort komt voor in het Oriëntaals gebied.